# 新劇
新劇（しんげき）とは、『非商業的方向の中で、創作劇か翻訳劇かを問わず、劇という芸術形式に対する持続的な革新を目指す』（大笹吉雄）演劇または、演劇運動のことを示す。
旧劇（歌舞伎を指す）、新派（書生芝居の流れ）に対する言葉。当初翻訳劇を中心に始まり、歌舞伎や新派の商業主義を批判し、芸術志向的な演劇を目指した。

## 解説
新劇の起こりは明治時代末期、坪内逍遥の文芸協会と離脱した島村抱月と松井須磨子の芸術座、また小山内薫・市川左團次 (2代目)の自由劇場などの活動に求められる。新劇運動が確立したのは、関東大震災後の1924年に設立された築地小劇場の活動による。これは小山内、土方与志が中心となった。

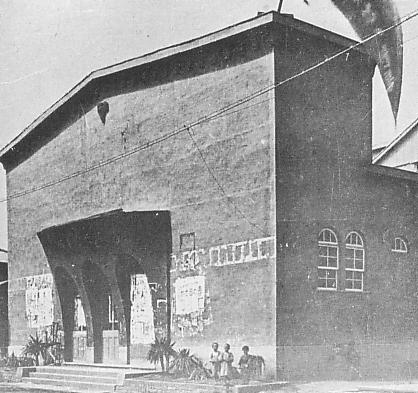
当時の築地小劇場

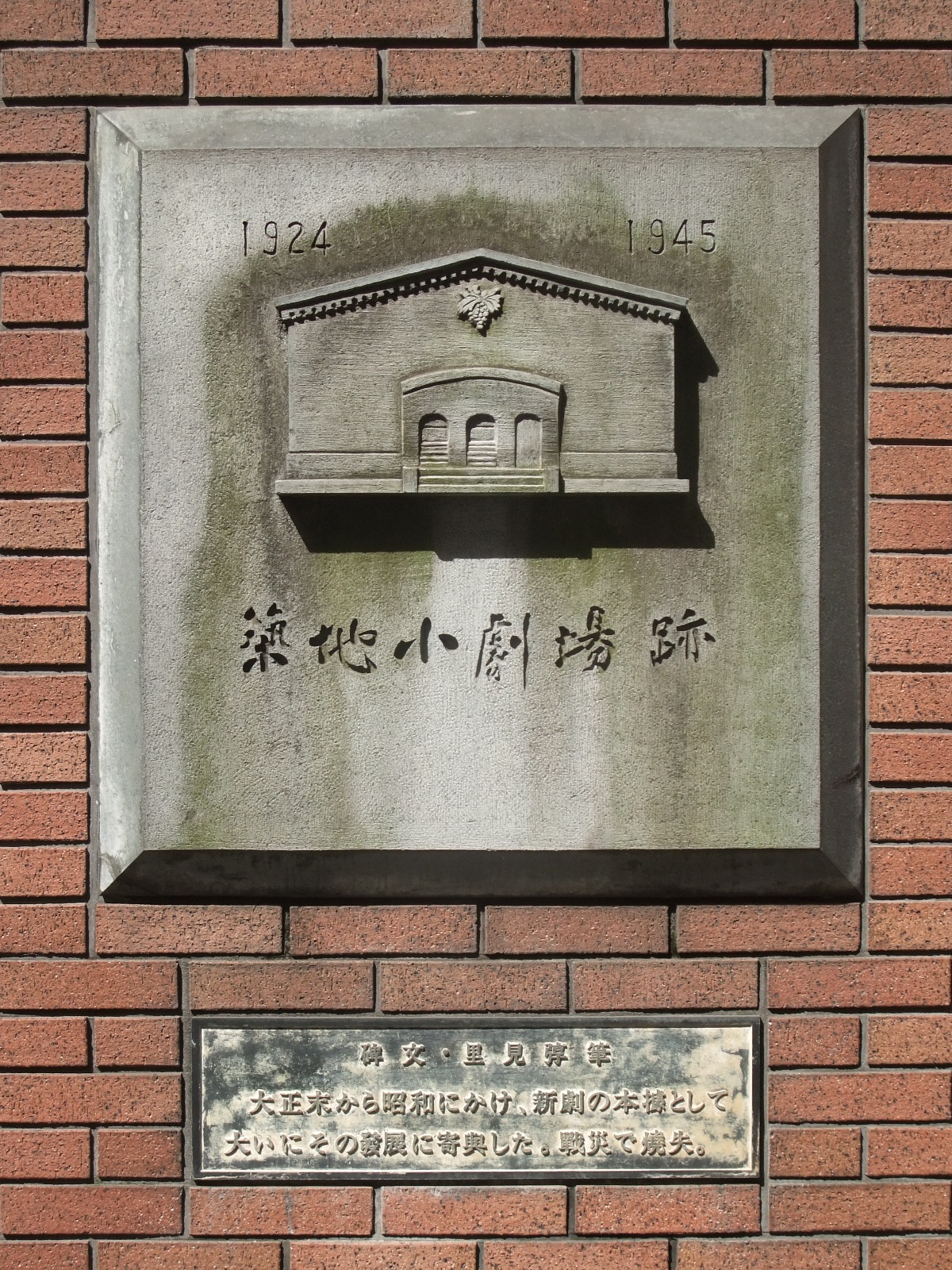
築地小劇場跡の碑 （碑文は里見弴によるもの）

小山内の死後、築地小劇場（附帯の劇団）は劇団築地小劇場と新築地劇団の二つに分裂。
並行して1929年ごろから佐々木孝丸、村山知義、佐野碩らによる全国組織日本プロレタリア劇場同盟（後の日本プロレタリア劇場同盟（プロット））が結成されたが、1934年、国家の弾圧によりプロットは解体。数年前に施行した治安維持法により、佐々木、村山をはじめとする多くの劇団の俳優、演出家、作家は投獄、監禁され、台本の検閲による表現の制限、劇団はつぎつぎと強制解散を余儀なくされた。
築地小劇場に続く劇団として文学座（1937年）や俳優座（1944年）結成。
1945年12月26日、太平洋戦争の終結後の初の公演で、有楽座で全新劇人を集めた合同公演で『桜の園』（毎日新聞社主催）が演じられた。
劇団民藝（1950年）も正規に結成。1954年、築地小劇場の理念を受け継ぐ新劇の劇場として六本木に俳優座劇場が俳優座の劇団員たちの手によって創立された。
その後も、新劇の劇団の創設が相次ぎ、俳優座の流れを汲む劇団青年座、劇団新人会（現・劇団朋友）、劇団仲間、三期会（現・東京演劇アンサンブル）、俳優小劇場、文学座の流れを汲む劇団雲（のちに演劇集団円と劇団昴に分裂）、劇団NLT（1964年）、
その他、劇団四季（1953年）、関西芸術座（大阪で1957年結成）、秋田雨雀・土方与志記念青年劇場（1964年）等に派生していった。1970年前後の「アングラ演劇」ブーム、1980年前後の「小劇場」ブーム等を経た後も、新劇の劇団は活動を続けている。
1989年（昭和64年／平成元年）、国立劇場法の一部改正が行われた。文部省（文化庁）所管の国立劇場（現：日本芸術文化振興会）に現代舞台芸術に関する業務が追加され、第二国立劇場（現：新国立劇場）の設置者に決定する。また、衆議院文教委員会は本案審査の為、新劇界から千田是也を参考人として招致した。
1991年（平成3年）、ソビエト連邦の崩壊が起こる。同国は新劇にも影響を与えた社会主義リアリズムを公式芸術としていた。
1992年（平成4年）、日本劇団協議会（会長：千田是也）が新劇団協議会を母体として発足する。文部省の認可を受けて、現代演劇で唯一の社団法人として結成された。また、この年には『新劇』（1954年創刊、白水社）が休刊した。
1993年（平成5年）、第二国立劇場運営財団（現：新国立劇場運営財団）が発足する。
また、この年から現代演劇協会（会長：福田恆存）がイギリスの王立演劇学校（RADA）より20年間に亘り、校長以下の俳優教育担当者を招待する。これは演技術（規準）に共通項を持たない日本の俳優、演劇界に対して、「役者とは何か」、「演技とは何か」と再考を促す目的から計画されたものであり、共通言語の導入を提唱した。
1997年（平成9年）、新国立劇場が現代舞台芸術のナショナル・シアターとして開場する。
2001年（平成13年）、文化芸術振興基本法（現：文化芸術基本法）が施行する。
2003年（平成15年）、新国立劇場が『我が国における演劇養成機関の在り方について 調査研究報告書』を発表する。欧米水準を満たす専門教育機関設立の要請を受けて実施された。
2005年（平成17年）、新国立劇場が3年制の演劇研修所を設立する。基本方針としては、イギリスの俳優教育システム（演劇学校協議会（英: Conference of Drama Schools））の路線を踏襲した。前述の王立演劇学校（RADA）もCDSの加盟校の一つであった。
2007年（平成19年）1月、丸谷才一と渡辺保は対談の中で新劇史を概観し、築地小劇場以来の新劇が終焉を迎えたとする見解を示している。が、思想史的に独自な解釈を根拠としているため、この見解が新劇全般を表現しているとは言いがたい。
依然として築地小劇場の系譜を受け継ぐ劇団は存在し、衰退したとは言え、劇団とともに新劇運動を支える全国演劇鑑賞団体連絡会議も運営を続けている。
『滅んだ』という見解は、根拠薄弱の偏った私見であり、議論の余地はまだまだ残されている。